# 着陸料
着陸料（ちゃくりくりょう、英語: Landing fee）は、特定の空港や飛行場に着陸した航空機（民間機）の運航主体（主として航空会社だが、ゼネラル・アビエーションの運航等で個人や一般企業が該当する場合もある）からその空港の管理主体（航空当局や空港会社等）に対して払われる料金であり、空港使用料の一種である。

## 概要
着陸料は航空機の着陸に際する空港の滑走路、誘導路、駐機場、航空保安施設などのインフラストラクチャーの使用の対価として着陸毎に当該機体の総重量（最大離陸重量）に応じて請求されるのが一般的だが、それぞれの空港の料金政策により機体の騒音レベル（EPNdB）、路線、使用時間帯等によって増減する場合がある。
また旅客機については、料金の一部を旅客数に比例する形にするケースもある。
着陸料によって得た収入はインフラストラクチャーのメンテナンスや拡張工事の費用のほか、空港運営により生じる外部不経済の負担者（自治体、周辺住民、漁業者等）に対する補償にも使われる。また、会社管理空港においては固定資産税等のインフラストラクチャーへの公租公課の支払いにも充てられる。
着陸料は各空港のインフラストラクチャーの管理主体が独自に決めるのが一般的であるが、日本では空港法に基づき国土交通大臣が許認可権限を持っているため、会社管理空港であっても着陸料について国土交通省への届出が義務付けられているほか（空港法第13条）、料金設定が不適当と国土交通省が判断した場合は空港会社に対し変更命令を出すことができる（同第13条2項）。
一般に、着陸料を低く抑え航空会社のインセンティブとすることにより、より多くの就航と定着を促し、空港の競争力を確保できると言われる。

## 料金政策の多様性
空港の料金政策は様々であり、中には着陸料を請求しないところもある。
各国の航空政策も異なり、アメリカでは多くの空港が連邦航空局から補助金を受け取っている。一方、カナダの空港では補助金はない。
また特にアジアでは、自国空港のハブ化を国家プロジェクトに掲げ、政府が主導してインフラストラクチャー投資を実施するため、料金による投資回収を重視しない場合がある。
ヨーロッパでは、航空機の窒素酸化物排出量に応じて、料金を割増するところもある。

## 直近の動向
報道によると、国土交通省は、訪日外国人旅行者の誘致に積極的な地方空港を対象に、2017年度から国際線の着陸料を最大3年間無料にするなどインバウンド拡大に向けた支援を拡充する方針を固めるとともに、国が認定する地方空港に対し、出入国管理施設の整備費補助なども検討している。

## 消費税の適用について（日本）
国際線の着陸料については消費税法施行令第17条第2項第3号が適用されるため、消費税は課税されない。

## 世界の主な空港別国際線航空機1機あたりの着陸料
成田国際空港株式会社2016年3月期決算説明会資料より
- 主要前提条件（2016年4月1日時点）
  - 機種：ボーイング777-200型
  - 最大離陸重量：276ｔ
  - 搭載貨物量：31.2ｔ
  - 1米ドル= 113円、ほか為替レートは2016年4月1日時点

| 国             | 空港           | 着陸料（単位：円） |
| -------------- | -------------- | ------------------ |
| 日本           | 羽田           | 662,000            |
| 日本           | 関西           | 549,000            |
| 日本           | 中部           | 458,000            |
| アメリカ合衆国 | JFK            | 437,000            |
| 日本           | 成田           | 428,000            |
| 香港           | 香港           | 274,000            |
| シンガポール   | チャンギ       | 264,000            |
| 韓国           | 仁川           | 237,000            |
| 中国           | 浦東           | 227,000            |
| イギリス       | ヒースロー     | 214,000            |
| フランス       | CDG            | 194,000            |
| ドイツ         | フランクフルト | 166,000            |
| オーストラリア | シドニー       | 0                  |

## 留意点
日本では、成田国際空港や中部国際空港などの空港会社による上下一体経営を除けば、店舗営業などにより利益を上げやすいターミナルビルを企業が運営し、国や自治体などがインフラストラクチャーを管理する上下分離方式による空港運営が多く、インフラストラクチャーのコストを着陸料で回収するように料金を設定することが一般的である。また、会社管理空港であっても、国管理空港の料金体系を基準としてそれぞれの料金を決めていくため、競争力を高めるための着陸料値下げはあっても極端に逸脱することはない。
一方、海外の空港では旅客から徴収する料金（日本の空港の旅客施設使用料に相当）からもインフラストラクチャーのコストに充当する場合が多く、欧米空港ではそれらの料金を加えて旅客一人あたりに換算すると結局日本の空港のそれを上回ることが多い。当然それらの料金は旅客が航空券を購入する際に上乗せされ、需要に影響を与えることとなる。
したがって、一概に着陸料のみを単純比較して空港競争力の優劣を判断することは適当ではない。

### 世界の主な空港別国際線旅客1人当たりの空港使用料（参考）
成田国際空港株式会社2016年3月期決算説明会資料より
- 主要前提条件（2016年4月1日時点）
  - 機種：ボーイング777-200型
  - 最大離陸重量：276ｔ
  - 搭乗者数：184人
  - 搭載貨物量：31.2ｔ
  - 1米ドル= 113円、ほか為替レートは2016年4月1日時点

| 国             | 空港           | 1人当たり使用料（単位：円） |
| -------------- | -------------- | --------------------------- |
| 日本           | 羽田           | 7,249                       |
| 日本           | 成田           | 5,724                       |
| 日本           | 関西           | 6,664                       |
| 日本           | 中部           | 5,746                       |
| アメリカ合衆国 | JFK            | 10,949                      |
| イギリス       | ヒースロー     | 26,264                      |
| フランス       | CDG            | 9,753                       |
| ドイツ         | フランクフルト | 13,801                      |
| 韓国           | 仁川           | 3,341                       |
| シンガポール   | チャンギ       | 4,374                       |
| 香港           | 香港           | 4,444                       |
| 中国           | 浦東           | 5,141                       |
| オーストラリア | シドニー       | 11,590                      |